# Ducado da Saxônia
O medieval Ducado da Saxônia(pt-BR) ou Ducado da Saxónia(pt-PT?) foi um ducado étnico formado no fim da Baixa Idade Média e cobria grande parte do norte da Alemanha. Ele se estendia pelos estados modernos da Baixa Saxônia, Renânia do Norte-Vestfália, Schleswig-Holstein, e Saxônia-Anhalt. O Duque Henrique, o Leão ocupou a área de Mecklemburgo-Pomerânia Ocidental.

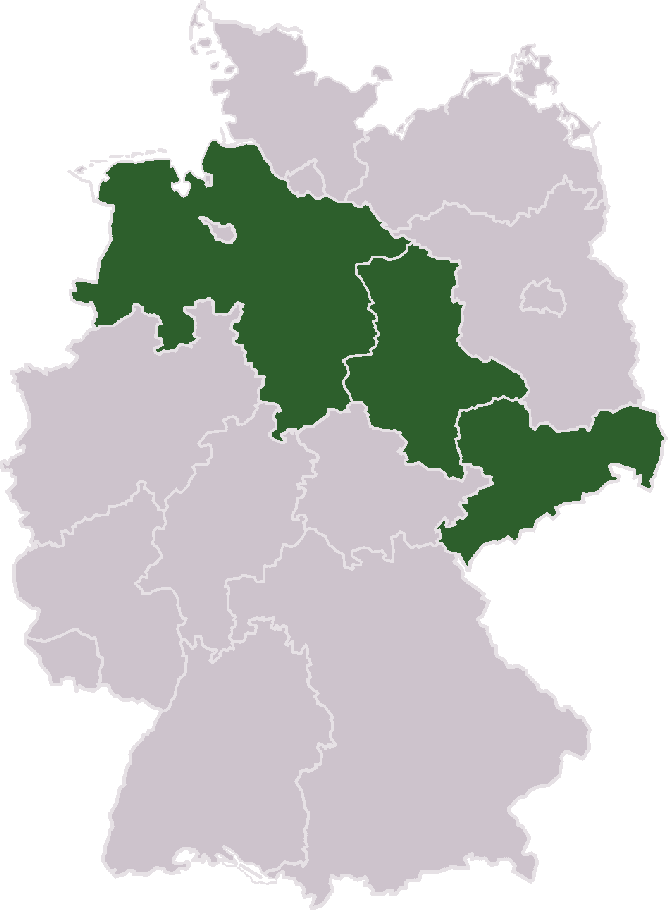
Mapa mostrando a localização do Ducado medieval em três estados na Alemanha de 2012, a Baixa Saxônia, no noroeste, Saxônia-Anhalt, no centro, e a Saxônia, no sudeste.

O povo saxão foi um dos mais robustos grupos na cultura tribal tardia, e eventualmente o nome da sua tribo foi deixada para uma grande variedade de territórios modernos da Antiga Saxônia a partir da nascente do Rio Elba, ao longo de todo o rio até, finalmente, criar-se o Reino da Saxônia e os três estados-livres alemães que hoje usam o nome da Saxônia.

## História

### Primeiro Ducado da Saxônia (843-1180)
Sob Luís o Germânico e os seus sucessores, a Saxônia, somada à Turíngia, tornou-se um dos quatro ducados da Frância oriental que era composto pelo ducado da Suábia, Francônia e Baviera (compreendendo Morávia e a Caríntia). Este primeiro ducado de Saxônia, que foi governado sucessivamente por soberanos descendentes de Viduquindo e dos príncipes da Casa de Bilunga, correspondendo primeiro ao que formaria depois o Círculo Imperial da Baixa Saxônia e o Círculo Imperial do Baixo-Reno-Vestfália.
De 920 a 929, o ducado aumentou duas marcas, em Meissen e Brandemburgo. Ainda foi aumentado por Oto I e os seus sucessores, principalmente pelos príncipes da casa dos Guelfos, Henrique X da Baviera, o Soberbo, e Henrique, o Leão, que quase governaram todas as regiões compreendidas desde a Alta Saxônia, e estenderam os seus domínios até Mecklemburgo e a Pomerânia. Sabe-se que além da Saxónia, os dois Henrique possuíam a Baviera.
De 1137 para 1154, a política imperial separou os dois ducados, mas Frederico I Barbarossa devolveu-o à Henrique, o Leão. Somente o marquês de Brandemburgo, independente desde 1142, tivera reconhecida sua independência. Mas, após o conflito com Henrique devido à campanha de Legnano (1177), o imperador Barbarossa baniu o príncipe do império (1180), e o enorme ducado da Saxônia foi desfragmentado em muitos feudos: os arcebispados de Magdeburgo e Brema, os bispados de Minden, Verden, Paderborn, Münster, Hildesheim, Halberstadt, Merseburgo, Naumburgo destacaram-se e tornaram-se Estados imediatos. Foi da mesma forma para Condado palatino da Saxônia, Meissen, Turíngia, o país de Mecklemburgo (que Henrique, o Leão olhava como a sua propriedade exclusiva), o ducado da Pomerânia, o ducado da Vestfália (que passou ao arcebispo de Colônia), Eichsfeld. Lübeck, antiga capital da Saxônia, tornou-se uma cidade imperial. Os outros, que faziam parte apenas apenas do país hereditário Brunsvique, continuou a ser propriedade única do duque destituído. Um novo ducado de Saxônia então foi constituído, mas diferia inteiramente do primeiro.

## Cronologia
- 834: O ducado da Saxônia faz parte do Império Franco, mais tarde incorporado ao Frância oriental.
- 843: Sob Luís o Germânico, a Saxônia ocupa a Turíngia tornando-se um dos quatro ducados do reino germânico.
- 850: Liudolfo, duque da Saxônia, descendente de Viduquindo e primeiro da dinastia otoniana, funda o monastério de Gandersheim.
- 864: Bruno, filho de Liudolfo, é morto pelos viquingues.
- 880: Oto I da Saxônia, "o Ilustre", irmão de Bruno é coroado duque.
- 912: Henrique I o Passarinheiro, filho de Oto o ilustre, é coroado duque.
- 936: Seu filho, Oto I o Grande é coroado em Aachen como rei da Alemanha.
- 938: Armínio I da Saxônia torna-se marquês.
- 953: Oto I faz de Armínio I Bilunga o vice-duque da Saxônia.
- 973: Oto I morre em Memleben. Oto II assume o trono. Armínio I Bilunga morre em Quedlimburgo. Bernardo I Bilunga se torna o duque da Saxônia.
- 983: Insurreição dinamarquesa em Hedeby. Insurreição eslovena em Northalbingie. Oto III vira imperador.
- 1002: A morte de Oto III marca o fim dos imperadores saxões.
- 1011: O duque Bernardo I Bilunga morre, seu filho Bernardo II se torna duque.
- 1042: Nasce Ordulfo Bilunga, filho de Bernardo II, esposo de Vulfilda, a meio-irmã do rei Magno I da Dinamarca e da Noruega. Dinamarqueses e saxões lutam contra os vendos.
- 1059: Ordulfo Bilunga se torna duque depois da morte de seu pai.
- 1072: Magno Bilunga se torna duque.
- 1106: O duque Magno morre sem deixar herdeiros. Assim termina a dinastia Bilunga. A região bilungiana se torna parte do país dos Guelfos e dos Ascanianos. Lotário I de Suplimburgo se torna duque da Saxônia.
- 1112: Oto de Ballenstedt é feito duque pelo rei Henrique V.
- 1115: Vitória de Lotário de Suplimburgo na batalha de Welfesholz sobre o rei Henrique V.
- 1125: Lotário de Suplimburgo é eleito rei e imperador da Germânia.
- 1137: Morte de Lotário. O guelfo Henrique X "o Soberbo", duque da Baviera desde 1126, se torna duque da Saxônia.
- 1138: Henrique X tenta se tornar rei, mas não obtém sucesso. O ascaniano Alberto o Urso se torna duque da Saxônia.
- 1139: Morte de Henrique X.
- 1141: Alberto, o Urso abdica.
- 1142: O imperador Conrado III coroa o guelfo Henrique, o Leão duque, pois ele ocupa o nordeste da Alemanha. Seu principado cobre mais de dois terços da Alemanha desde os Alpes até os mares do Norte e Báltico, fazendo-o o homem mais poderoso da Europa Central.
- 1180: Frederico I, imperador do Sacro Império, destitui Henrique, o Leão do ducado que passa para o controle dos Ascanianos que estavam mais próximos ao rio Elba. Os guelfos se tornam mais tardes reis de Hanôver e do Reino Unido (Casa de Hanôver).